# نارسیسو لوپس
نارسیسو لوپس (اسپانیایی: Narciso López‎; ۱۸ اوت ۱۹۲۸ – ۱ ژانویهٔ ۱۹۸۸) بازیکن فوتبال اهل مکزیک بود.
از باشگاه‌هایی که در آن بازی کرده‌است می‌توان به باشگاه فوتبال دپورتیوو اورو و باشگاه فوتبال گوادالاخارا اشاره کرد.
وی همچنین در تیم ملی فوتبال مکزیک بازی کرده‌است.